# Atelier do Corvo
Atelier do Corvo é um atelier criado em Miranda do Corvo, Distrito de Coimbra pelos arquitectos Désirée Pedro e Carlos Antunes em 1998.

## Obras
- Centro de Arte Contemporânea do Círculo de Artes Plásticas de Coimbra.[2]
- Remodelação do Laboratório Chimico do Museu da Ciência da Universidade de Coimbra [2][3]

## Prémios e Reconhecimento
- 2007 - Prémio Municipal de Arquitectura Diogo de Castilho 2007 projecto conjunto com João Mendes Ribeiro.[4]
- 2009 - Remodelação do Laboratório Chimico do Museu da Ciência da Universidade de Coimbra foi premiada na IV Edição dos Prémios de Arquitectura Ascensores Enor  [5]
- 2019 - Prémio Nuno Teotónio Pereira pela Reabilitação do edifício da Cerâmica Antiga de Coimbra, um projecto de co-autoria com arquitecta Luisa Bebiano [6]
- 2019 - 11º Prémio Vilalva da Fundação Calouste Gulbenkian, pela Reabilitação do edifício da Cerâmica Antiga de Coimbra [7][8]
- 2019 - A reabilitação do edifício da Cerâmica Antiga de Coimbra, foi também distinguido com o Prémio Municipal de Arquitetura “Diogo de Castilho” [9]
- 2019 - Menção Honrosa PNAM'19 pelo trabalho realizado na Torre Sineira de Miranda do Corvo [10]
- 2021 - Venceu o Prémio AICA em ex-aequo com o pintor Eduardo Batarda [11]